# Algol-Klasse
Die Algol-Klasse (auch Fast Sealift Ships) ist eine Klasse von acht dampfturbinengetriebenen Frachtschiffen des Military Sealift Command. Ursprünglich wurden die Schiffe als Containerschiffe der SL-7-Klasse für die Reederei Sea-Land Corporation gebaut. Sea-Land nahm die Schiffe 1972/73 in Betrieb und verkaufte alle acht Schiffe 1981/1982 nach kurzer Aufliegezeit an die US Navy. Die Containerschiffe des Typs SL-7 waren bei ihrem Bau die weltweit größten Containerschiffe und sind bis heute die schnellsten jemals gebauten Frachtschiffe. Von der US-Navy wurde alle Schiffe zu  RoRo-Fahrzeugtransporter (T-AKR Class fast supply ships) umgebaut. Alle Schiffe wurden dann von der US-Navy nach hellen Sternen am Nachthimmel benannt. Alle Schiffe werden bis heute für den Einsatz in Reserve gehalten.

## Geschichte
Die SL-7-Schiffe wurden in den Jahren 1972/73 auf den Werften AG Weser in Bremen, Rotterdamsche Droogdok Maatschappij in Rotterdam  und den Rheinstahl-Nordseewerken in Emden hergestellt. Um das nötige Kapital von rund 427 Millionen US-Dollar zum Bau der kostspieligen SL-7-Klasse aufzubringen, musste der Sea-Land Gründer Malcolm McLean 1969 einen großen Teil seiner Anteile an der Reederei an die R.J. Reynolds-Gruppe verkaufen. Einige Jahre später zog er sich komplett aus der Reederei Sea-Land zurück, nicht ohne kurze Zeit später eine weitere Containerreederei zu führen.
Mit ihrer Auslegung auf eine Geschwindigkeit von 33 Knoten waren sie um zehn bis fünfzehn Knoten schneller als alle anderen Schiffe und verkürzten den transatlantischen Containerverkehr damit auf einen Schlag um mehrere Tage. So wurden im ersten Betriebsjahr einige bis heute gültige Geschwindigkeitsrekorde für Frachtschiffe aufgestellt. Am bemerkenswertesten war in diesem Zusammenhang eine Atlantiküberquerung der Sea-Land Exchange im August 1973. Sie erreichte hierbei eine Durchschnittsgeschwindigkeit von 34,92 Knoten, was 0,97 Knoten unter der 1952er Rekordgeschwindigkeit der United States lag. Auch den bis heute gültigen Geschwindigkeitsrekord für Frachtschiffe auf dem Pazifik hält ein SL-7-Schiff, die Sea-Land Commerce. Danach stiegen die Brennstoffpreise im Zuge der Ölkrise, was den Betrieb der bei Volllast bis zu etwa 614 Tonnen pro Tag verbrauchenden Schiffe unwirtschaftlich machte. In den Folgejahren wurde die Geschwindigkeit daher stark gedrosselt, bis das Schiffsoktett 1981/82 schließlich an die US-Navy verkauft wurde. Für deren Zwecke als schnelle RoRo-Fahrzeugtransporter (T-AKR Class fast supply ships) wurden die Schiffe noch einmal umgebaut und als Schiffe der US-Navy mit USNS vor dem Namen gekennzeichnet.
Alle acht Schiffe waren an den Operationen Desert Shield und Desert Storm beteiligt. Sie lieferten dreizehn Prozent aller zwischen den Vereinigten Staaten und Saudi-Arabien während und nach dem Golfkrieg beförderten Güter. Die Schiffe haben an den Operationen Restore Hope, Joint Guardian, Enduring Freedom und Iraqi Freedom sowie an humanitären Hilfsaktionen in aller Welt teilgenommen. Am 1. Oktober 2007 übernahm die United States Maritime Administration den Betrieb aller acht Algol-Klasse-Schiffe. Alle acht wurden am 1. Oktober 2008 in die Bereitschaftsreserve überführt. Zu diesem Zeitpunkt wurden ihre USNS-Bezeichnungen durch SS-Bezeichnungen ersetzt, da es sich nicht mehr um Schiffe der US-Marine handelte. Vor allem wegen ihrer hohen Betriebskosten werden alle schnellen Seetransportschiffe in einem reduzierten Betriebsstatus gehalten, können aber innerhalb von 96 Stunden aktiviert und einsatzbereit gemacht werden.

## Technik
Beim Bau waren die Schiffe der SL-7-Klasse für den Transport von 896 35-Fuß-Containern, einem damaligen Standardmaß von Sea-Land, und weiteren 400 TEUs, ausgelegt, was es den Mitbewerbern schwierig machte die Kalkulation Sea-Lands nachzuvollziehen. Sea-Land schwenkte allerdings binnen kurzem ebenfalls auf den Betrieb von 20- und 40-Fuß-Containern um. 
Nach Übernahme durch die US-Navy erfolgte ein Umbau. Der Frachtraum wurde zu einer Reihe von Decks umgestaltet, die durch Rampen miteinander verbunden sind, so dass die Fahrzeuge nun zum schnellen Be- und Entladen in die Lagerbereiche hinein- und herausgefahren werden können. Es wurden vier Kräne installiert - ein Zwillingskran mittschiffs, der 35 Tonnen heben kann, und ein Zwillingskran achtern, der 50 Tonnen heben kann. Die Schiffe verfügen über eine Hubschrauberlandeplattform. Die Schiffe können mehr als 700 Militärfahrzeuge transportieren. Die Besatzung besteht im Militär-Einsatz aus 43 Zivilisten und 12 Navy Technikern. Im Reservebetrieb werden sie von 18 Zivilisten einsatzbereit gehalten.

## Die Schiffe
Es wurden acht Schiffe für die Sea-Land Corporation gebaut.
| Algol-Klasse      | Algol-Klasse                              | Algol-Klasse | Algol-Klasse       | Algol-Klasse                                                                                   |
| Bauname           | Bauwerft / Baunummer                      | IMO-Nr.      | Ablieferung        | Spätere Namen bei US Navy und Umbauwerft                                                       |
| ----------------- | ----------------------------------------- | ------------ | ------------------ | ---------------------------------------------------------------------------------------------- |
| Sea-Land McLean   | Rotterdamsche Droogdok Maatschappij / 330 | 7223508      | 4. Oktober 1972    | 1982: AKR-293 USNS Capella und Umbau bei Pennsylvania Shipbuilding, Chester, PA                |
| Sea-Land Commerce | AG Weser / 1383                           | 7302897      | 30. März 1973      | 1984: AKR-292 USNS Regulus und Umbau bei National Steel and Shipbuilding, San Diego, CA        |
| Sea-Land Trade    | Rheinstahl-Nordseewerke / 430             | 7236153      | 6. April 1973      | 1982: AKR-288 USNS Bellatrix und Umbau bei National Steel and Shipbuilding, San Diego, CA      |
| Sea-Land Exchange | Rotterdamsche Droogdok Maatschappij / 331 | 7303205      | 7. Mai 1973        | 1982: AKR-287 USNS Algol und Umbau bei National Steel and Shipbuilding Company, San Diego, CA. |
| Sea-Land Finance  | Rheinstahl-Nordseewerke / 431             | 7315571      | 17. September 1973 | 1982: AKR-287 USNS Altair und Umbau bei Avondale Shipyard, New Orleans, LA.                    |
| Sea-Land Market   | AG Weser / 1384                           | 7319632      | 20. September 1973 | 1982: AKR-290 USNS Pollux und Umbau bei Avondale Shipyards, New Orleans, LA                    |
| Sea-Land Resource | Rotterdamsche Droogdok Maatschappij / 332 | 7325253      | 4. Dezember 1973   | 1983: AKR-289 USNS Denebola und Umbau bei Pennsylvania Shipbuilding, Chester, PA               |

## Fotos

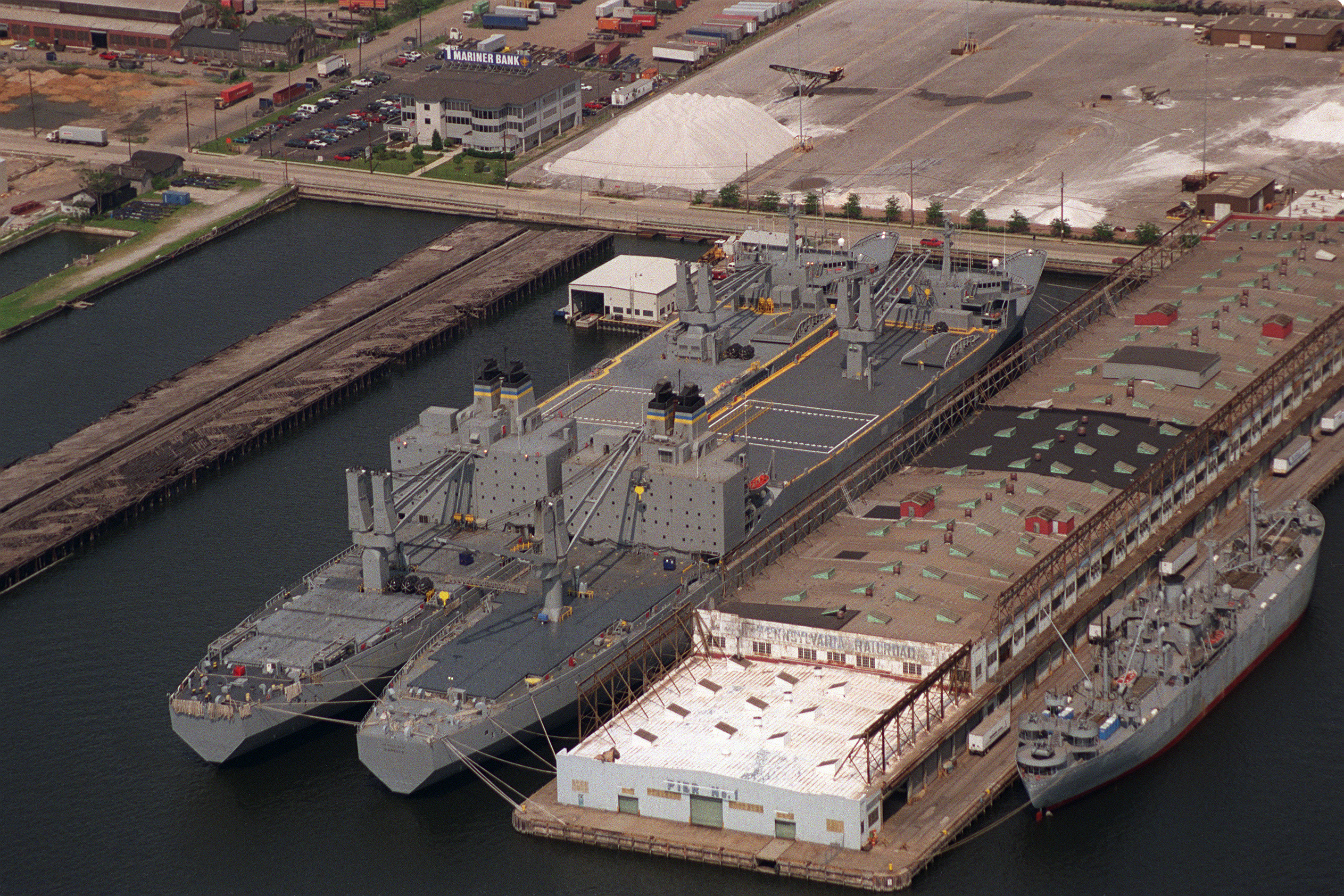
USNS Antares und USNS Capella 1996
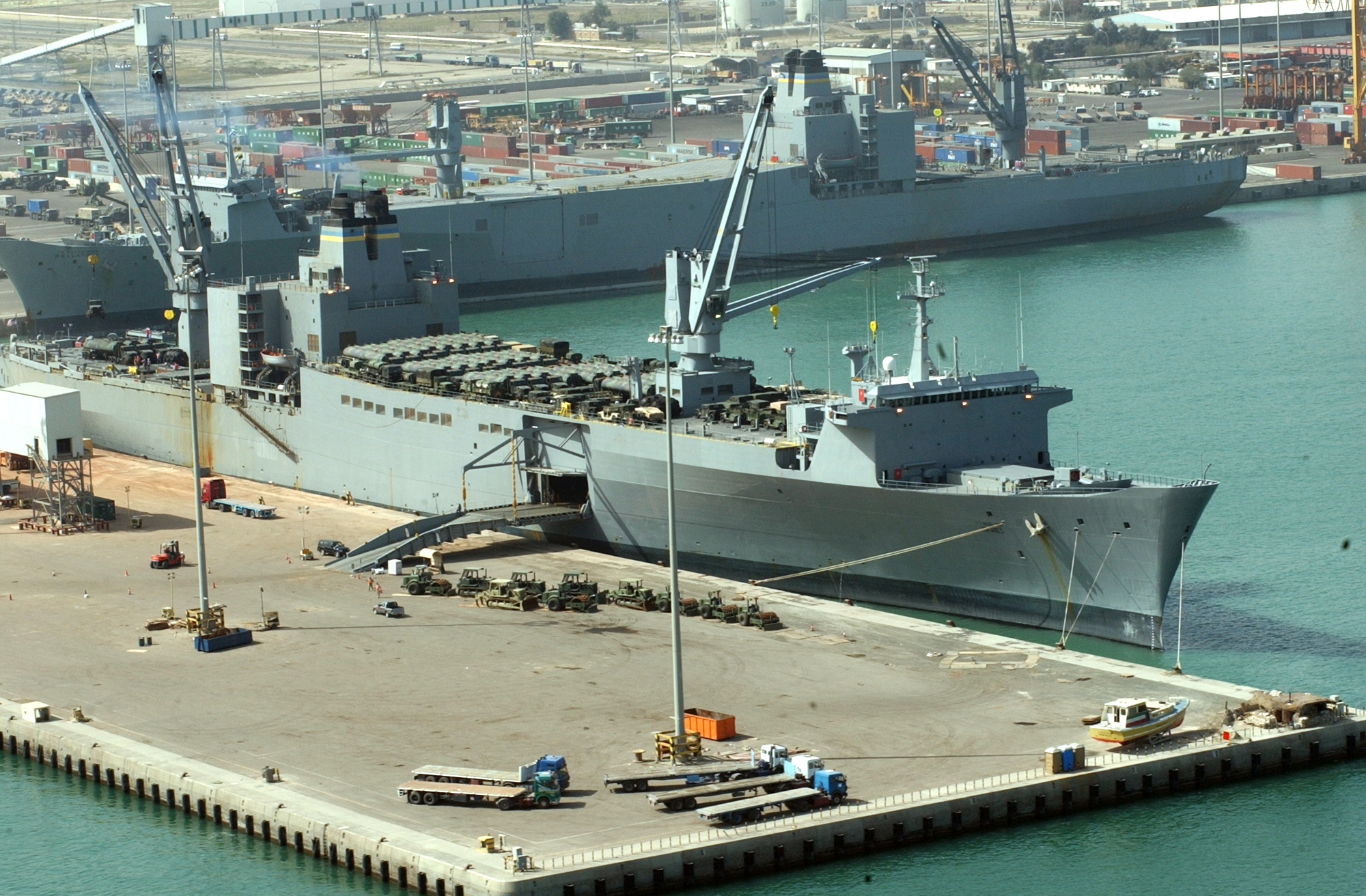
USNS Bellatrix in Mina Ash-Shu'aibah in Kuwait 2004
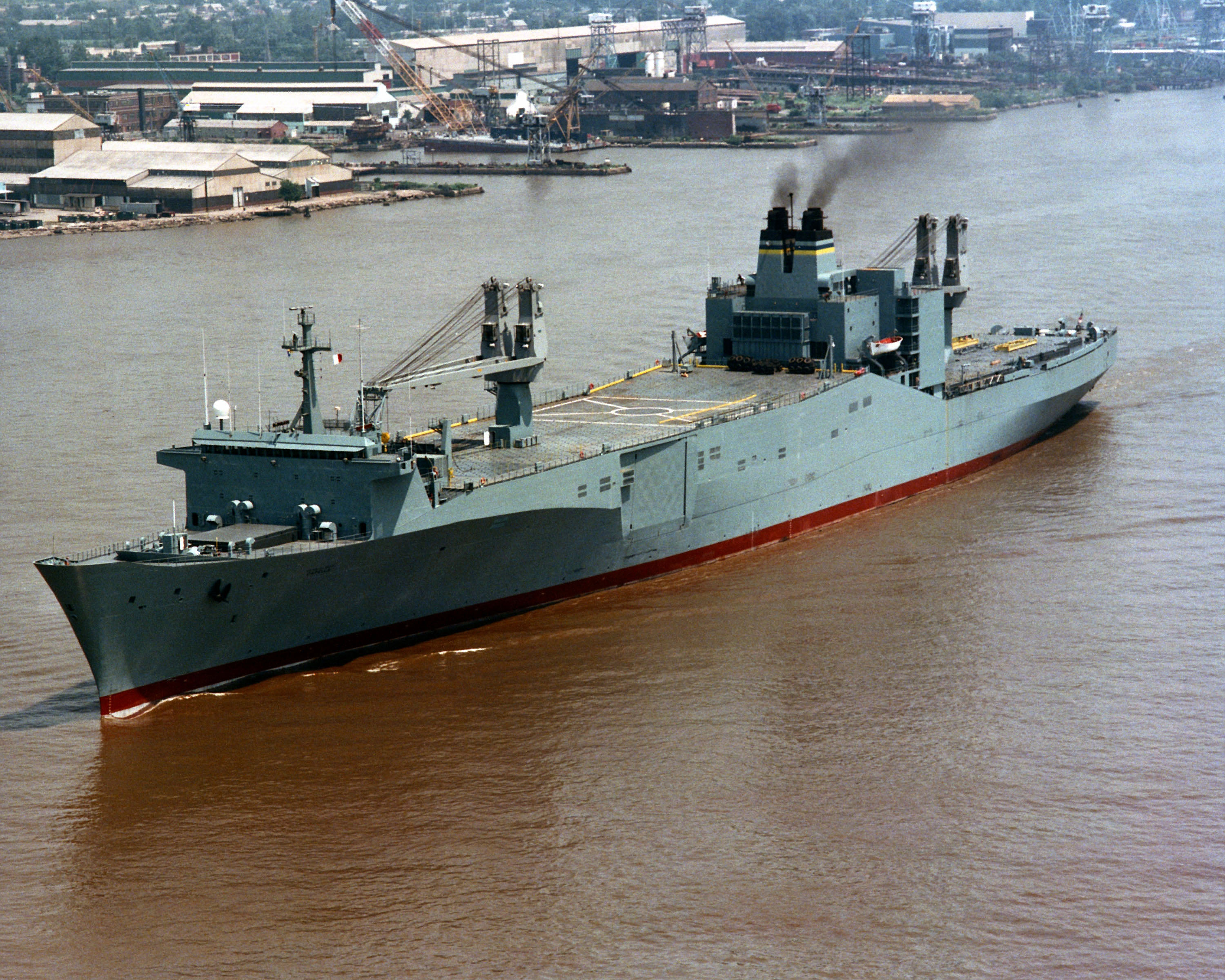
USNS Capella 1984
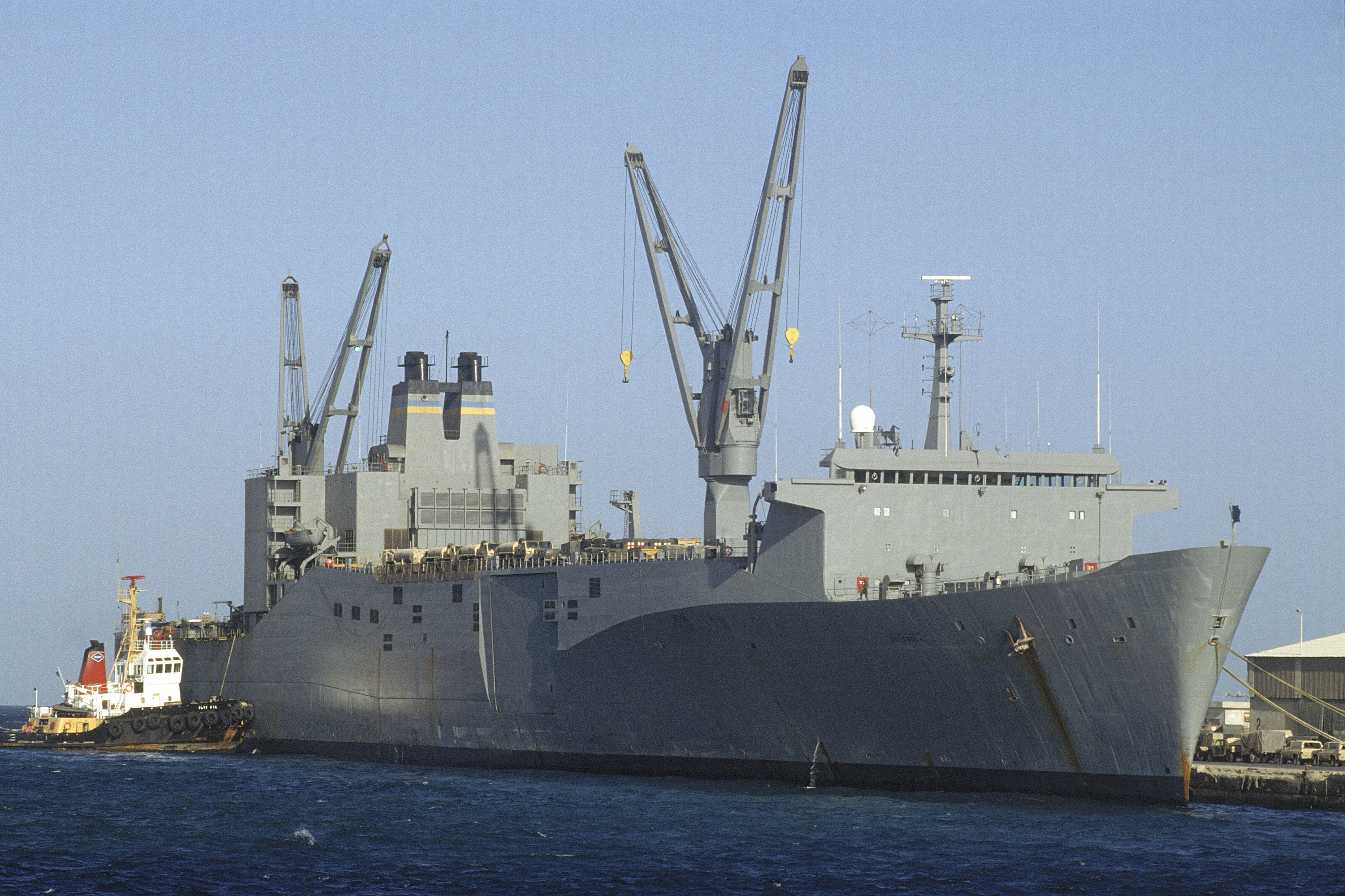
USNS Denebola 1994
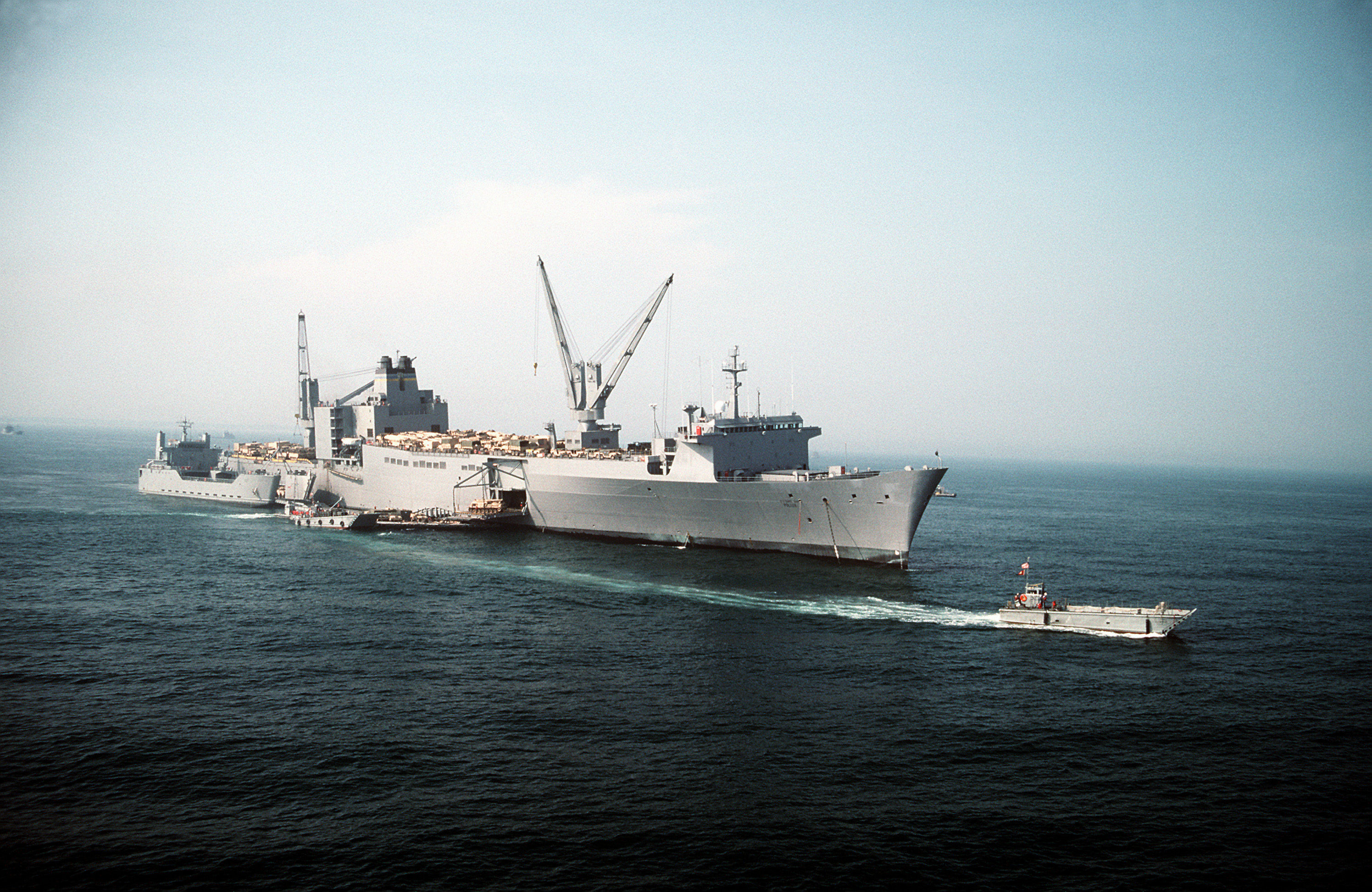
USNS Pollux bei Exercise Ocean Venture 1992
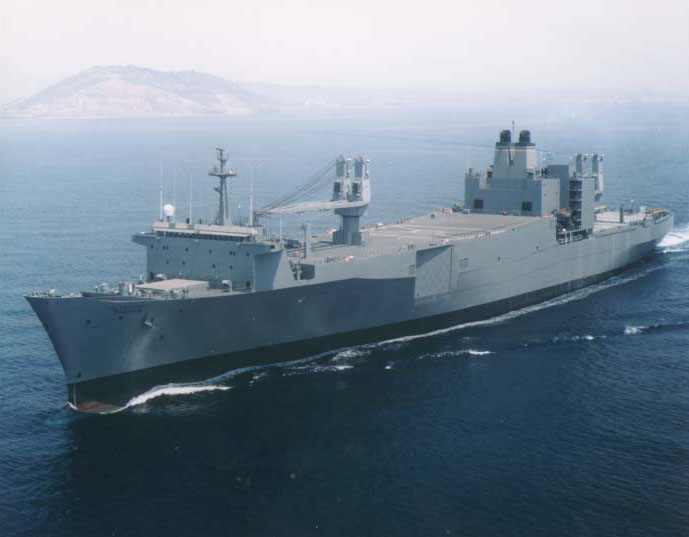
USNS Regulus
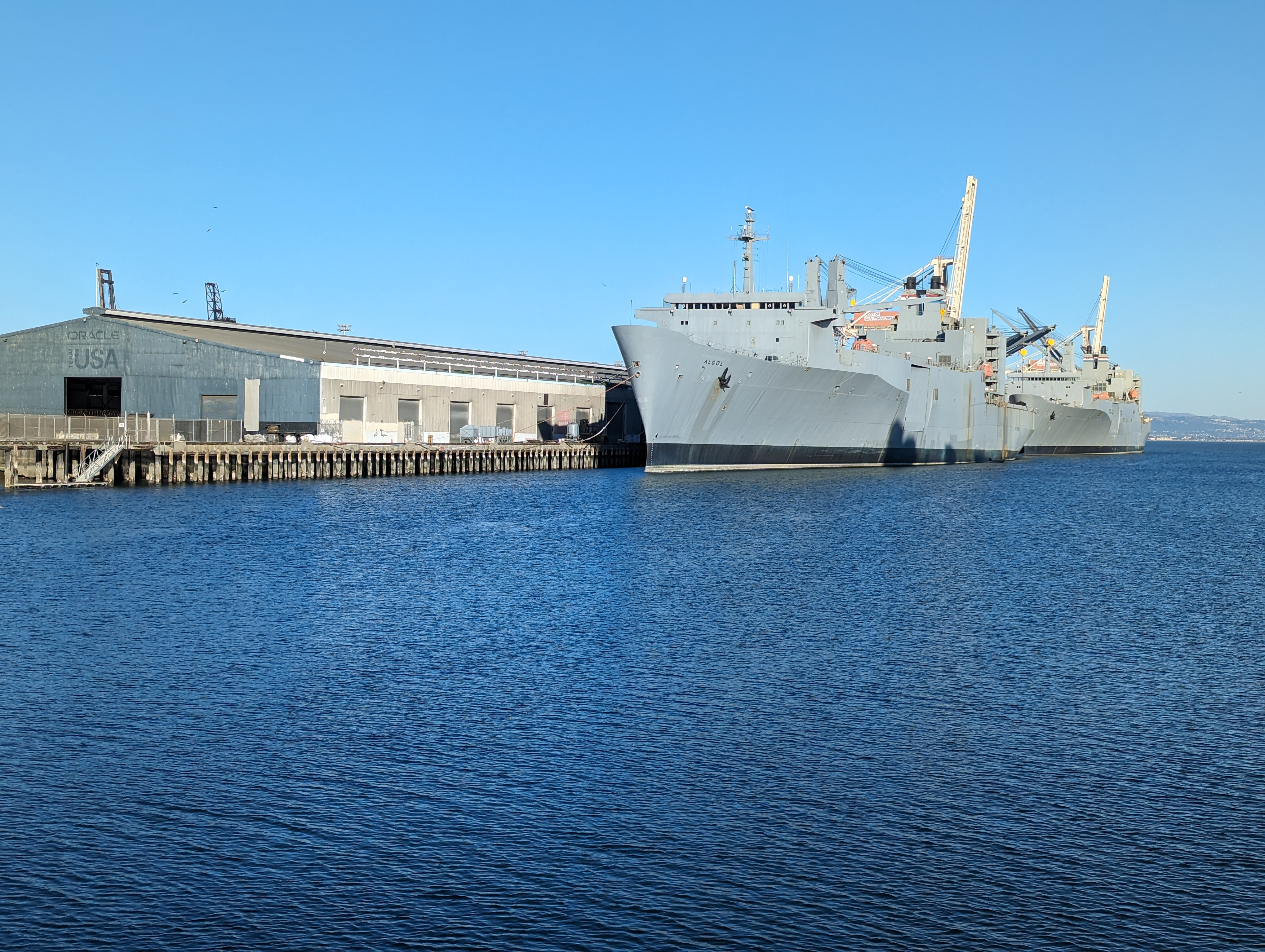
SS Algol 2023 am Reserveflotten-Liegeplatz Islais Creek, San Francisco